# Gavin Grant
Gavin J. Grant é um escritor, revisor e editor escocês responsável pela Small Beer Press, e, a partir de 1996, também pela Lady Churchill's Rosebud Wristlet.
Grant mudou-se para os Estados Unidos em 1991. Casou-se com Kelly Link e vive com ela em Northampton, Massachusetts.